# Captiveri babiloni
Es coneix amb el nom de Captiveri de Babilònia o Captivitat de Babilònia al període del segle vi abans de Crist, en què bona part del poble jueu va ser forçat a desplaçar-se des Regne de Judà fins a la capital de l'imperi de Nabucodonosor II. Va acabar amb la conquesta de Babilònia pels perses (Cir) al 538 aC
La deportació va succeir en dues fases, una al voltant del 597 aC, que va afectar les classes altes laiques, i una altra, més general, al 586 aC arran de la destrucció de Jerusalem, que no obstant no afectava els camperols pobres (que són sempre la majoria de la població). L'alliberament per Cir significà la tornada de molts jueus a Palestina, però la majoria engrossí el que es coneix amb el nom de diàspora o comunitat jueva a l'exterior, que ja era nombrosa en alguns llocs, com Egipte.

## Taula cronològica
Taula basada en Rainer Albertz, "Israel in exile: the history and literature of the sixth century BCE", p.xxi.
| Any     | Esdeveniment                                                                                                  |
| ------- | --- |
| 609     | Mort de Josies                                                                                                |
| 609-598 | Regnat de Joiaquim (Joahaz va succeir a Josies però regnar només 3 mesos)                                     |
| 598/7   | Regnat de Jeconies (que va regnar tres mesos); primera deportació, el 16 de març de 597                       |
| 597     | Inici del regnat de Sedecies                                                                                  |
| 594     | Conspiració Anti-babilònica.                                                                                  |
| 589-7   | Caiguda de Jerusalem, segona deportació juliol/agost 587                                                      |
| 582?    | Assassinat de Gedalies governador de Babilònia, cosa que provocar refugiats a Egipte i una tercera deportació |
| 562     | Comunicat de Joaquín; roman a Babilònia                                                                       |
| 539     | Perses conquereixen Babilònia (octubre)                                                                       |
| 538     | "Decret de Cir" que permet als jueus tornar a Jerusalem                                                       |
| 520-515 | Tornada de Zorobabel i Josuè el gran sacerdot; reconstrucció del Temple de Jerusalem                          |